# پت رایلی

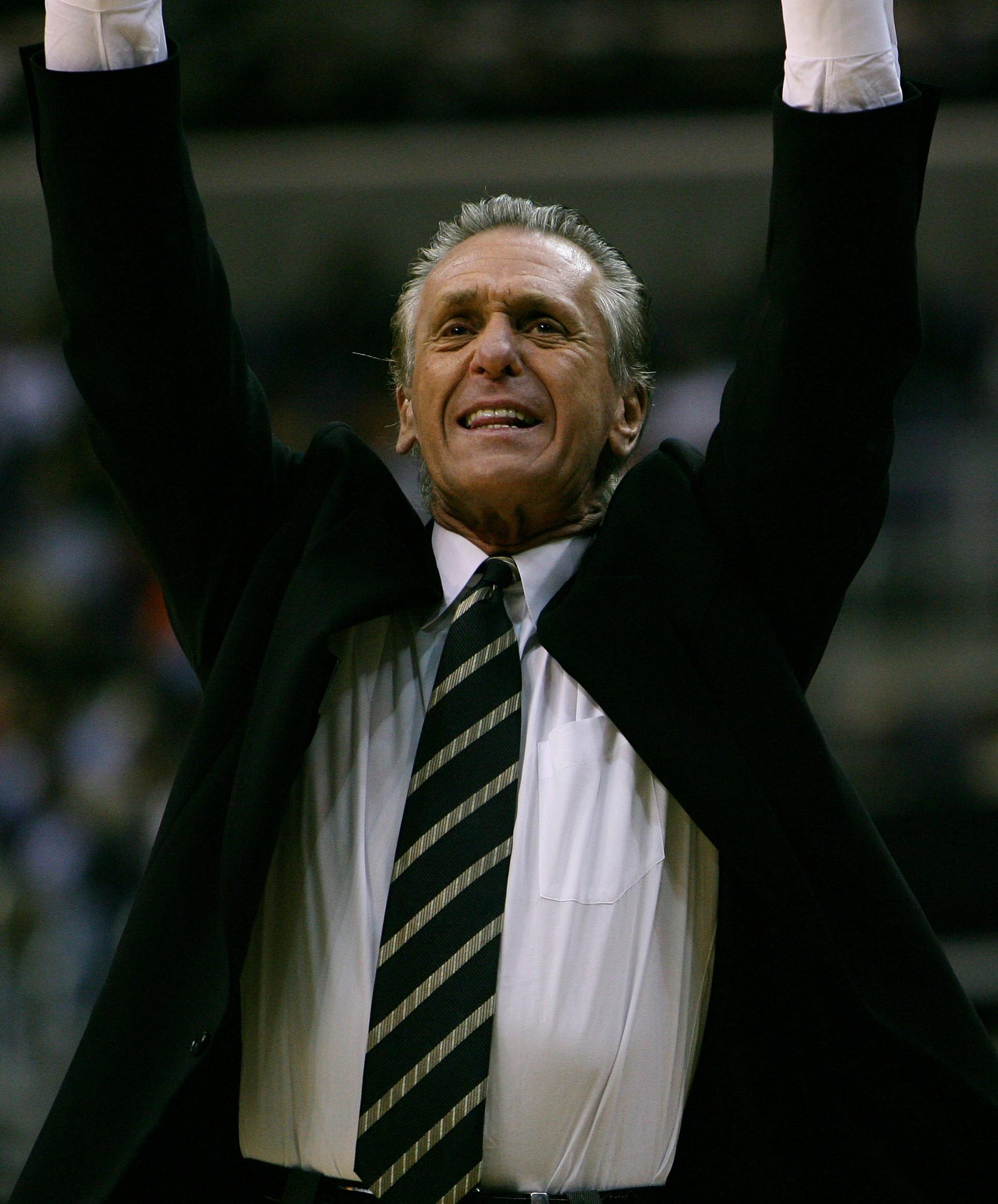

پاتریک جیمز رایلی (به انگلیسی: Patrick James Riley) (زاده ۲۰ مارس ۱۹۴۵) شهر رم ایالت نیویورک، بازیکن پیشین اتحادیه ملی بسکتبال آمریکا و رئیس باشگاه میامی هیت می‌باشد. او یکی از بزرگترین مربیان تاریخ بسکتبال است و پیروزی‌های بسیاری با تیمهای لیکرز در دهه ۸۰ ومیامی در دهه ۹۰ به دست آورده‌است. او از دیدگاه بینندگان یکی از خوش لباس‌ترین مربی‌های لیگ ان بی ای است.

## پیوند به خارج
پت رایلی در وبگاه اتحادیه ملی بسکتبال آمریکا